# Institute H21
Institut H21 je česká nezisková organizace, kterou založil 1. prosince 2016 český filantrop, matematik a miliardář Karel Janeček v právní formě zapsaný ústav. Institut H21 provádí původní a originální mezioborový výzkum v oblasti společenských a humanitních věd se zaměřením na palčivé problémy demokracie a lidstva v 21. století. Zaměřuje se především a výzkum volebního systému D21 – Janečkova metoda a jeho komparaci s dalšími volebními systémy. Vedle původní vědecké činnosti se Institut H21 věnuje také popularizační činnosti. Organizace v první fázi vznikla pro zastřešení projektu Prezident 21 pod názvem Institute for Democracy 21. V roce 2018 vznikla kompletně nová organizace s názvem Institute H21.

## Výzkum D21 – Janečkovy metody
Výzkumné oddělení organizace se zabývá vědeckým zkoumáním D21 – Janečkovy metody, zkoumá její výhody a nevýhody a porovnává je s ostatními volebními metodami. Vytváří průzkumy a analýzy na základě projektů realizovanými Institutem H21. Cílem výzkumného oddělení je prokázat nebo vyvrátit vhodnost využití metody u různých typů voleb. Výzkum prezentuje výsledky svého bádání a prezentuje chování voličů při změně pravidel u voleb.

### Jak metoda funguje
Základním předpokladem D21 – Janečkovy metody je, že každý volič má vždy k dispozici více hlasů, než kolik je vítězných možností. Všechny hlasy mají stejnou váhu a volič je může, ale nemusí použít všechny. Pro každou z možností přitom lze hlasovat pouze jedním hlasem. V některých typech hlasování umožňuje metoda využít také hlasy minusové. Pro udělení minusového hlasu je nutné rozdat alespoň dva plusové. Počet plusových a minusových hlasů se může měnit podle konkrétní volební situace. K modifikacím vždy dochází podle základního algoritmu.

## Projekty Institutu H21

### Prezident 21
Prezident 21 je občanská volební hra pro hledání takového kandidáta prezidenta České republiky, na kterém se shodne co nejvíce lidí. Hra byla odstartována 21. prosince 2016 ve 12.21 na webu Prezident 21. V první fázi hlasující navrhovali kandidáty do voleb. Celkově bylo navrženo více než 600 jmen. Od 24. listopadu 2017 se spustilo hlasování již mezi oficiálními kandidáty. Oproti reálným volbám byla využita D21 – Janečkova metoda. Hlasující měli možnost využít až tři plusové a případně také jeden minusový hlas. Sociální experiment byl ukončen před prezidentskými volbami v lednu 2018 13. ledna 2018 a jejím vítězem se stal Jiří Drahoš. Do hlasování se zapojilo přes 300 000 hlasujících Čechů.

## Nakladatelství
Institut H21 funguje od roku 2020 rovněž jako nakladatelství. Ve své vydavatelské činnosti se zaměřuje na překlady děl světových autorů, kteří se zabývají především tematikou svobody projevu. 
Vydané tituly:
- John Stuart Mill: O svobodě myšlení a slova, ISBN 978-80-907820-0-6
- Nadine Strossenová: Nenávist: Proč bychom se jí měli bránit pomocí svobody projevu, nikoli cenzurou, ISBN 978-80-907820-13
- Jacob Mchangama: Svoboda projevu: Od Sokrata po sociální sítě, ISBN 978-80-907820-2-0
- Heather Heyingová a Bret Weinstein: Průvodce lovce-sběrače po 21. století, ISBN 978-80-907820-3-7

## Mezinárodní symposium 2019
15. září 2019 na Mezinárodní den demokracie se konal první ročník mezinárodního symposia v Senátu Parlamentu České republiky. Kvůli zvyšující se nedůvěře veřejnosti vůči politickým představitelům, demokracii jako takové a zvyšující se polarizaci ve společnosti se rozhodli místopředseda Senátu Parlamentu České republiky, Jan Horník a zakladatel Institutu H21, Karel Janeček spojit své síly a uspořádat Mezinárodní symposium na téma demokracie v 21. století: Výzvy a nové horizonty. Tématům polarizace, fake-news, volebním systémům a jejich vlivu na společnost nebo například vzestupu extremistických vůdců se věnovalo 12 řečníků, mezi nimi politolog Patrick Deneen, politická konzultantka Tamar Newberger, vyšetřovatel válečných zločinů Vladimír Dzuro, odborník na teorii rozhodování Fuad Aleskerov, politička a diplomatka Jana Hybášková, zakladatel demokratické mediální firmy AL Media v USA Eric Adelstein, expert na volební systémy Hannu Nurmi, expert na umělou inteligenci Josef Holý, zakladatel Institutu de Borda Peter Emerson, výzkumnice Bele Wollesen, vědecká pracovnice Nora Siklodi a vizionář Karel Janeček.

## Mezinárodní symposium 2020
Druhý ročník mezinárodního symposia Demokracie v 21. století, tentokráte s podnázvem Krize nebo příležitost? se konal 12. září 2020 v Obecním domě. Tématům dopadu koronaviru na ekonomiku, demokracii a společnost a aktuální situaci v Bělorusku, volebním systémům, politické svobodě, významu občanské participace či role nových technologií v řízení státu se věnovalo celkem 14 řečníků. Mezi nimi byl emeritní profesor sociologie na Univerzitě v Osnabrücku Gyorgy Széll, ekonomka a nejmladší rektorka v ČR Danuše Nerudová, historička a expertka na Bělorusko Alena Marková, ministr zahraničních věcí Tomáš Petříček, politik a filozof Daniel Kroupa, politolog Ladislav Cabada, docentka ústavního práva na Právnické fakultě UK Helena Hofmannová, analytik Asociace pro mezinárodní otázky Petr Boháček, 1. místostarosta města Jeseník Tomáš Vlazlo, designér a autor výstavy “Helpful Art in Covid” Pavel Šťastný, podnikatel a expert na ICT a eGovernment Michal Bláha, radní města New York Carlos Menchaca, vedoucí vědec v Centru inovačních systémů a politiky v Austrian Institute of Technology Peter Biegelbauer a vizionář, zakladatel Institutu H21 Karel Janeček. Záštitu nad tímto mezioborovým symposiem převzal opět místopředseda Senátu Parlamentu České republiky, Jan Horník.

## Mezinárodní symposium 2021
18. září 2021 se uskutečnil 3. ročník mezinárodního symposia Sociální singularita v 21. století: Svět na křižovatce dějin. Pojem sociální singularita popisuje výjimečné období, kdy dochází k zásadním a náhlým změnám ve fungování lidského společenství. Řada odborníků očekává takové zásadní změny právě v 21. století. Tématu společenských změn se věnovali světoví vědci napříč obory, mezi nimiž nechyběla profesorka filosofie z Yaleovy univerzity L. A. Paulová, ekonomka a autorka tzv. Doughnut economics z Oxfordské univerzity Kate Raworthová, profesor a vedoucí katedry genetiky na Albert Einstein College of Medicine v New Yorku Jan Vijg, americký filosof Peter Boghossian, sociolog a právník z Univerzity Cardiff Jiří Přibáň, fyzik a vizionář Theodore Modis, ekonomka působící na Baskické univerzitě Annick Laruelleová, profesorka filosofie a sociálních věd na Petrohradské báňské univerzitě Irina Shestakova a matematik a zakladatel Institutu H21 Karel Janeček.

## Mezinárodní symposium 2022
V pořadí čtvrtý ročník mezinárodního symposia Demokracie v 21. století nesl podtitul Smysl svobody. Do pražského Velkopřevorského paláce na Malé Straně zavítali 24. září 2022 odborníci z celého světa, aby diskutovali nad aktuálními tématy, jakými jsou svoboda projevu, vliv digitálních technologií a umělé inteligence na naši svobodu a smysl svobody vůbec. Na konferenci vystoupili experti na nejrůznější aspekty svobody. Mezi nimi například dánský zastánce svobody slova, právník a zakladatel think tanku Justitia Jacob Mchangama, profesor psychologie a kognitivní vědec na kanadské University of Toronto John Vervaeke, norský politolog a odborník na vliv digitálních technologií z Østfold University College Henrik Skaug Sætra, profesor práv z University of San Francisco a ředitel pro občanské svobody v Electronic Frontier Foundation David Greene, kanadsko-maďarský sociolog a emeritní profesor z University of Kent Frank Furedi nebo matematik a zakladatel Institutu H21 Karel Janeček.

## Mezinárodní symposium 2023
15. září 2023 uspořádal Institut H21 pátý ročník mezinárodního symposia, který nesl název Výzvy pro otevřenou společnost. V pražském Velkopřevorském paláci se sešly přední osobnosti světové vědy, aby diskutovaly o aktuálních výzvách pro demokracii a otevřenou společnost. V tomto ročníku se ve svých přednáškách zaměřily především na tematiku dezinformací a svobody projevu, využití umělé inteligence či problematiku voleb. Mezi řečníky nechyběl významný norský politolog z Oxfordské univerzity Stein Ringen, bývalá předsedkyně Amerického svazu pro občanské svobody a profesorka práv na New York Law School Nadine Strossenová, český egyptolog působící na Univerzita Karlova Miroslav Bárta, experimentální psycholog z univerzity v Curychu Sacha Altay, expert na politickou a morální filosofii z Tufts University Peter Levine, profesor ekonomie z Kolumbijské univerzity Eli Noam, matematik a zakladatel Institutu H21 Karel Janeček a český religionista působící na Filozofické fakultě Univerzity Karlovy Radek Chlup.